# Lilla Ulvattnet, Dalsland
Lilla Ulvattnet är en sjö i Dals-Eds kommun i Dalsland och ingår i Enningdalsälven-Glommas kustområde. Sjön har en area på 0,191 kvadratkilometer och ligger 126,5 meter över havet. Sjön avvattnas av vattendraget Svarelva.

## Delavrinningsområde
Lilla Ulvattnet ingår i det delavrinningsområde (655785-127192) som SMHI kallar för Inloppet i Mellom-Ulvattnet. Medelhöjden är 148 meter över havet och ytan är 3,28 kvadratkilometer. Det finns inga avrinningsområden uppströms utan avrinningsområdet är högsta punkten. Svarelva som avvattnar avrinningsområdet har biflödesordning 2, vilket innebär att vattnet flödar genom totalt 2 vattendrag innan det når havet efter 33 kilometer. Avrinningsområdet består mestadels av skog (87 procent). Avrinningsområdet har 0,4 kvadratkilometer vattenytor vilket ger det en sjöprocent på 12,1 procent.